# 双鄢乡
双鄢乡，是中华人民共和国四川省广安市岳池县曾经下辖的一个乡。2019年12月，撤销双鄢乡，将其所属行政区域划归顾县镇管辖。

## 行政区划
双鄢乡撤销前下辖以下地区：
双龙社区、赵家坝村、石桥坪村、白羊庙村、寺神庙村、中和庙村、壶瓶沟村、保传寺村、三清庙村、二郎庙村、龙家桥村、下马沟村和余家庙村。